# Foodora
Foodora (av företaget skrivet foodora) är ett budföretag som erbjuder hemleverans av restaurangmat och andra varor. Företaget är verksamt i flera länder som Sverige, Norge, Danmark, Österrike, Ungern, Slovakien och Tjeckien. Det svenska bolaget samarbetar idag med mer än 11 000 restauranger och butiker runt om i Sverige.
Sverigechef för Foodora är sedan februari 2025 är Suseem Jain.  
Företaget har kategoriserats som ett företag inom gigekonomin och har kritiserats för dåliga arbetsvillkor.
Foodora ägs av moderbolaget Delivery Hero, som grundades av den svenska entreprenören Niklas Östberg.

## Historia
Foodora startades under namnet Volo GmbH i München 2014, men flyttade huvudkontoret till Berlin och ändrade namn till Foodora då Rocket Internet köpte företaget i april 2015.
I september 2015 köptes Foodora från Rocket Internet av Delivery Hero.
I december 2019 uppgick varumärkena Onlinepizza och Hungrig.se i Foodoras svenska verksamhet.

## Affärsmetod
Foodora är ett företag som verkar inom gigekonomin. Beställningen sker via Foodoras hemsida eller via en smartphoneapp. Kunden söker vilka restauranger som finns tillgängliga att beställa ifrån genom att söka på sin adress och väljer sedan måltid eller vara. Kunden följer sedan sin beställning i realtid och maten blir levererad med cykelbud. Foodoras service sträcker sig både till B2C och B2B.
I maj 2020 meddelade Foodora att de skulle bredda utbudet på leveranser till att även omfatta blommor, böcker och dagligvaror. I september 2020 hade fler än 180 butiker anslutit sig till företagets e-handelstjänst, däribland Indiska och Pocketshop.
I september 2020 öppnade Foodora sin första dagligvarubutik i Stockholm.
De som arbetar för Foodora anställs via korttidskontrakt som vanligtvis är tre månader men ibland så korta som en månad.

### Kollektivavtal
I februari 2021 tecknade Foodora kollektivavtal med Transportarbetareförbundet, vilket gjorde dem till det första plattformsföretaget i Sverige med kollektivavtal. Strax efter att avtalet tecknats framkom att en stor andel av buden på företaget var anställda genom foodoras dotterbolag, vilket innebar att dessa inte omfattades av avtalet. De som inte omfattas är bilbuden, de är anställda i dotterbolag som innehar yrkestrafiktillstånd. 

## Kontroverser
Företaget har kritiserats för sitt höga antal olycksfall bland anställda och för att lägga över ansvaret för säkerhetsutrustning på de anställda. Efter ett wallraff-reportage av Sydsvenska Dagbladet i oktober 2020 kritiserades arbetsvillkoren på Foodora av arbetsmarknadsminister Eva Nordmark. Efter publiceringen meddelade Arbetsmiljöverket att man planerade att granska Foodoras krav på sina anställda.
Företaget har även kritiserats från restaurangbranschens sida för att ta en alltför stor andel av betalningen vid en beställning.
I Norge strejkade anställda vid Foodora under hösten 2019 och fick igenom bättre arbetsvillkor. Efter strejken kan norska bud välja att vara anställda eller vara egenanställda.
Enligt undersökning utförd i slutet av 2020 på beställning av Foodora är 8 av 10 av företagets anställda nöjda med sitt arbete.
Foodora har fått positiva omdömen av Timbro för att ha låga trösklar in till arbetsmarknaden.

## Geografisk närvaro
Foodora öppnade i Stockholm juni 2015 och har ett femtontal kontor runt om i hela Sverige. Sedan mars 2023 är företaget europeiskt. 
Foodora finns på över 350 platser i Sverige, varav 80 platser med egna anställda bud. Det svenska bolaget har över 6000 anställda, varav 6000 arbetar som bud. I Sverige konkurrerar bolaget med Uber Eats och Wolt.
Tidigare har Foodora även varit verksamma i Australien, Frankrike, Italien, Kanada, Nederländerna, Tyskland och Österrike.